# Cobitis narentana
Cobitis narentana là một loài cá vây tia thuộc họ Cobitidae. Nó được tìm thấy ở Bosna và Hercegovina và Croatia.. Loài này có một thời gian dài được xem là một bộ phân của Spined Loach (C. taenia).
Các môi trường sống tự nhiên của chúng là sông, hồ nước ngọt and đầm lầy nước ngọt of the Neretva River basin. Nó bị đe dọa do mất môi trường sống.

## Footnotes
1. 1 2  Crivelli (2005)
2. ↑  FishBase (2008)